# Gmina Lincoln (hrabstwo Appanoose)

Położenie Gminy Lincoln w hrabstwie Appanoose

Gmina Lincoln (ang. Lincoln Township) – gmina w USA, w stanie Iowa, w hrabstwie Appanoose. Według danych z 2000 roku gmina miała 221 mieszkańców.